# Gaspar de Lemos
Gaspar de Lemos fue un navegante portugués del siglo XVI, que comandaba uno de los navíos de la flota de Pedro Álvares Cabral que descubrió el Brasil el 22 de abril de 1500 y que lideró otra expedición de exploración por el litoral brasileño en 1501-02.

## Biografía
Directamente, se sabe poco sobre sus orígenes. Este fidalgo, probablemente descendiera de familia de mayorazgo, originarios del reino de León, que llegaron a Portugal en el reinado de Alfonso IV de Portugal (1325-57) y que recibieron tierras y constituyeron mayorazgos bajo D. Juan I de Portugal. Aunque las fuentes no citan los orígenes de Gaspar de Lemos, algunos libros portugueses utilizan las armas de la familia Lemos para ilustrar las entradas sobre él.
Como comandante de uno de los navíos que transportaban suministros, fue designado por Cabral para regresar a Portugal tras una breve estancia en las tierras de Vera Cruz, y él fue quien llevó a D. Manuel I la noticia del descubrimiento mientras Cabral seguía viaje a la India. Así, regresó a Portugal con la carta de Pero Vaz de Caminha, que comunicaba el descubrimiento al rey. Volvió de nuevo a Brasil a finales de 1501 en viaje de exploración, en compañía, entre otros, de Américo Vespucio.
Salió de Lisboa el 10 de mayo de 1501 y regreso de nuevo más de dos años después, el 7 de septiembre de 1502. Se acreditan a esta expedición los siguientes logros:
- el descubrimiento del archipiélago de las islas Fernando de Noronha;
- el descubrimiento de la bahía de Todos los Santos, que él nombró al alcanzarla el 1 de noviembre de 1501;
- el descubrimiento de la bahía de Guanabara, que confundieron con un río y llamó Río de Janeiro, el 1 de enero de 1502;
- Angra dos Reis,  el 6 de enero de ese año;
- el descubrimiento de la isla de São Vicente, el 22 de enero de 1502 .

Algunos autores portugueses atribuyen a Gonçalo Coelho este viaje de 1501-02 que, sin embargo, sólo salió de Lisboa en 1503, también acompañado por Américo Vespucio. Otras fuentes lo confunden con Gaspar da Gama, un cristiano nuevo que fue apresado en la India en el viaje de regreso de Vasco da Gama.